# Sprachen & Dolmetscher Institut München
Das Sprachen- & Dolmetscher-Institut München (Eigenschreibweise ab frühestens 2004: Sprachen & Dolmetscher Institut München) (SDI) ist eine private, staatlich anerkannte Fachakademie und Berufsfachschule für Fremdsprachenberufe, die Übersetzer, Dolmetscher und Fremdsprachenkorrespondenten ausbildet. Seit 2007 ist das SDI zudem Trägergesellschaft einer privaten, staatlich anerkannten Fachhochschule, der Internationalen Hochschule SDI München.

## Organisation
Das SDI gliedert sich in die Fachakademie, die Berufsfachschule und die angeschlossene Fachhochschule. Die angebotenen Sprachen sind Chinesisch, Englisch, Französisch, Italienisch, Russisch, Spanisch, Deutsch als Fremdsprache sowie Arabisch als Wahlfach. Im Bereich Seminare & Training werden verschiedene Weiterbildungen angeboten.

## Geschichte
Paul Otto Schmidt (1899–1970) war von 1922 bis 1945 der Chefdolmetscher des Auswärtigen Amts und diente fünf Außenministern – vom Friedensnobelpreisträger Gustav Stresemann bis zum als Kriegsverbrecher hingerichteten Joachim von Ribbentrop sowie Adolf Hitler. Er war nach dem Krieg drei Jahre bei den Amerikanern interniert, wurde aber von der Spruchkammer Miesbach als „entlastet“ eingestuft. Seine Hoffnungen auf Wiederaufnahme in den Sprachendienst des Auswärtigen Amts erfüllten sich jedoch nicht. 
Daraufhin wirkte er 15 Jahre lang als zweiter Direktor des 1952 in München als Sprachen- und Dolmetscher-Akademie gegründeten Instituts, das wenig später auf Weisung des zuständigen Ministeriums in Sprachen- und Dolmetscher-Institut umbenannt wurde. Gründungsdirektor war von März bis Juli 1952 der Schweizer Anton (Antoine) Velleman, der das Amt aus gesundheitlichen Gründen aufgeben musste. Das Motto der Schule lautete „Aus der Praxis für die Praxis“.
Zu den neun Gründern des Trägervereins gehörte der Chefdolmetscher der Hohen Behörde der Europäischen Gemeinschaft für Kohle und Stahl und spätere Universitätsprofessor Günther Haensch. Dieser war von 1952 bis 1967 stellvertretender Direktor und nach dem Ausscheiden Schmidts von 1967 bis 1969 Direktor des SDI.
Zu den bei Gründung angebotenen Sprachen Englisch, Französisch und Spanisch kamen 1956 Italienisch, 1968 Russisch und 1987 Chinesisch hinzu. 1953 wurde das Lehrangebot um den Ausbildungszweig Deutsch als Fremdsprache ergänzt. 1966 erfolgte die Anerkennung als Berufsfachschule für die Ausbildung von Dolmetschern, Übersetzern und Fremdsprachenkorrespondenten durch den Berufsverband BDÜ. Die staatliche Anerkennung durch das Bayerische Kultusministerium fand 1973 zunächst als Berufsfachschule und 1977 dann als Fachakademie statt. Im Wintersemester 2007/2008 nahm die Hochschule für Angewandte Sprachen – Fachhochschule des SDI München ihren Lehrbetrieb auf, die seit Januar 2020 Internationale Hochschule SDI München heißt.

### Direktoren
- Anton (Antoine) Velleman (1952)
- Paul-Otto Schmidt (1952–1967)
- Günther Haensch (1967–1969)
- Alexander Lane (1969–1974)
- Heinz Graf (1974–1993)
- Ulrich Daum (1993–2000)
- Felix Mayer (2000–2020)
- Florian Feuser (2020–2023)
- Claudia Brunner (seit 2023 kommissarische Präsidentin der Internationalen Hochschule und ebenfalls kommissarisch stellvertretende Direktorin des SDI München)

### Bekannte Alumni
- Carl Amery
- Silvia von Schweden